# Got Some Teeth
Got Some Teeth var Obie Trice första singel från hans debutalbum Cheers och gavs ut 2003. Sången användes som signaturmelodi för "Compton-ass Terry" i TV-serien Viva La Bam på MTV.